# Рахат (Мангистауская область)
Рахат (каз. Рахат) — село в Мангистауской области Казахстана, в подчинении у городской администрации Жанаозена. Административный центр и единственный населённый пункт сельской администрации Рахат. Код КАТО — 471836100.

## История
Образовано в 2012 году путём выделения из состава города Жанаозен четырёх микрорайонов — «Рахат», «Аксу», «Жулдыз» и «Мерей».

## Население
По данным переписи 2009 года, в селе проживало 15 730 человек (7 938 мужчин и 7 792 женщин). По данным переписи 2021 года, в селе проживало 35 468 человек (18 355 мужчин и 17 113 женщин).